# The Evermoor Chronicles
The Evermoor Chronicles (englisch für Die Evermoor Chroniken) ist eine britische Jugend-Dramedy mit Fantasy und Mystery-Elementen der Walt Disney Company, die von Lime Pictures produziert wurde. Die Serie ist eine Fortsetzung der Miniserie Evermoor. Die Idee zur Serie stammte von Tim Compton und Diane Whitley, die bereits für die Miniserie Evermoor und die Serie House of Anubis verantwortlich waren. Die Erstausstrahlung erfolgte am 9. November 2015 auf dem Disney Channel in Großbritannien und Irland.

## Handlung

### Staffel 1
Tara und ihre Familie versuchen sich nach den Ereignissen von Evermoor weiter an ihre neue Umgebung zu gewöhnen. Doch auf die Bewohner des Evermoor Manor kommen turbulente Zeiten zu. Die Everinen und allen voran Esmerelda versuchen weiterhin ihre Ziele zu verfolgen und nutzten dazu allerlei Tricks. Daneben gibt es noch den magischen Wandteppich, der die Zukunft voraussieht, und einigen Ärger verursacht. Und dann taucht auch noch der Halbgott Otto in Evermoor auf, der von seinem Vater auf die Erde verbannt wurde, und für noch mehr Chaos sorgt. Wird es Tara mit Hilfe ihrer Freunde und Tante Bridget gelingen, die ganzen Herausforderungen zu meistern oder wird Evermoor im Chaos versinken?

### Staffel 2
In der neuen Staffel begrüßt das Evermoor Manor die neuen Bewohner Onkel Jed und Bellas Cousine Alice. Die beiden wollen den Trubel der Großstadt entkommen, und ein friedliches Leben im scheinbar ruhigen Evermoor führen. Auch Ottos Halbgott-Bruder Iggi kommt nach Evermoor, der bei seiner Anreise aber in Schwierigkeiten geriet und vergiftet wurde. Währenddessen wird in Evermoor ein magischer Spiegel gefunden, der Wünsche erfüllt. Iggi weiß als einziger um das gefährliche Geheimnis des Spiegels und ist sich sicher, dass nur dieser ihn heilen kann. Doch der Spiegel ist unvorhersehbar und bereitet den Bewohnern von Evermoor Manor viel Ärger. Es geht sogar soweit, dass der Spiegel Ludo in mehrere magische Splitter sprengt und ihm zum Geist werden lässt. Kann Bella das Dorf vor der Bedrohung durch Davorin retten und Ludo wieder zusammensetzen?

## Besetzung und Synchronisation
| Rollenname                  | Schauspieler/in        | Staffel | Synchronsprecher/in |
| --------------------------- | ---------------------- | ------- | ------------------- |
| Tara Crossley               | Naomi Sequeira         | 1       |                     |
| Bella Crossley              | Georgia Lock           | 1–2     |                     |
| Cameron Marsh               | Finney Cassidy         | 1–2     |                     |
| Sebastian „Seb“ Crossley    | George Sear            | 1       |                     |
| Jake Crossley               | Georgie Farmer         | 1–2     |                     |
| Ludo Carmichael             | Alex Starke            | 1–2     |                     |
| Otto                        | Sammy Moore            | 1–2     |                     |
| Lacie Fairburn              | Ria Amarteifio         | 1–2     |                     |
| Sorsha Doyle                | Jordan Loughran        | 1       |                     |
| Esmerelda Dwyer             | Sharon Morgan          | 1       |                     |
| Tante Bridget               | Georgie Glen           | 1       |                     |
| Bürgermeister Chester Doyle | Clive Rowe             | 1–2     |                     |
| Crimson Carmichael          | Margaret Cabourn-Smith | 1–2     |                     |
| Iggi                        | Ben Radcliffe          | 2       |                     |
| Alice Crossley              | Scarlett Murphy        | 2       |                     |
| Jed Crossley                | Ben Hull               | 2       |                     |
| Davorin                     | Christopher Brand      | 2       |                     |

## Ausstrahlung
Großbritannien und Irland
Die Erstausstrahlung der ersten Staffel erfolgte vom 9. November 2015 bis zum 28. März 2016 sowie die der zweiten Staffel vom 8. Mai 2017 bis zum 24. Juli 2017 auf dem britischen Disney Channel.
Deutschland
Ein genauerer Termin für eine deutschsprachige Erstausstrahlung der ersten und zweiten Staffel ist zurzeit nicht bekannt.
International
| Land | Sender                                   | Premiere         | Ausstrahlungstitel                                                           | Ref.   |
| --- | ---------------------------------------- | ---------------- | ---------------------------------------------------------------------------- | ------ |
| Vereinigtes Königreich Irland | Disney Channel UK und Irland             | 9. November 2015 | The Evermoor Chronicles                                                      | [ 3 ]  |
| Australien Neuseeland | Disney Channel Australien und Neuseeland | 8. Januar 2016   | The Evermoor Chronicles                                                      | [ 4 ]  |
| Italien | Disney Channel Italien                   | 11. Januar 2016  | Le cronache di Evermoor                                                      | [ 5 ]  |
| Niederlande Belgien | Disney Channel Niederlanden und Belgien  | 13. März 2016    | The Evermoor Chronicles                                                      | [ 6 ]  |
| Schweden Norwegen Dänemark Finnland | Disney Channel Skandinavien              | 5. April 2016    | Evermoor Legenderna Evermoor Legendene Evermoor-legenden Evermoorin Legendat | [ 7 ]  |
| Israel | Disney Channel Israel                    | 7. April 2016    | הסודות של אברמור                                                             | [ 8 ]  |
| Südafrika | Disney Channel Afrika                    | 11. April 2016   | The Evermoor Chronicles                                                      | [ 9 ]  |
| Arabische Liga | Disney Channel Naher Osten               | 11. April 2016   | The Evermoor Chronicles                                                      | [ 9 ]  |
| Serbien Kroatien Bosnien und Herzegowina Nordmazedonien Montenegro | Disney Channel Balkan                    | 11. April 2016   | The Evermoor Chronicles                                                      | [ 9 ]  |
| Griechenland | Disney Channel Griechenland              | 11. April 2016   | Τα Χρονικά του Έβερμουρ                                                      | [ 10 ] |
| Polen | Disney Channel Polen                     | 11. April 2016   | Evermoor: Kroniki                                                            | [ 11 ] |
| Rumänien | Disney Channel Rumänien                  | 11. April 2016   | Cronicile Evermoor                                                           | [ 12 ] |
| Bulgarien | Disney Channel Bulgarien                 | 11. April 2016   | Хрониките на Евърмур                                                         | [ 13 ] |
| Tschechien Slowakei | Disney Channel Tschechien                | 18. April 2016   | Tajemství Evermooru                                                          | [ 14 ] |
| Ungarn | Disney Channel Ungarn                    | 18. April 2016   | Evermoor titkai                                                              | [ 15 ] |
| Argentinien Bolivien Chile Kolumbien Kuba Costa Rica Ecuador El Salvador Guatemala Haiti Honduras Nicaragua Mexiko Panama Paraguay Peru Dominikanische Republik Uruguay Venezuela | Disney Channel Lateinamerika             | 30. Mai 2016     | Las crónicas de Evermoor                                                     | [ 16 ] |
| Brasilien | Disney Channel Brasilien                 | 30. Mai 2016     | As Crônicas de Evermoor                                                      | [ 17 ] |

## Episodenliste

### Staffel 1
| Nr. (ges.) | Nr. (St.) | Deutscher Titel | Originaltitel                       | Erstausstrahlung UK | Deutschsprachige Erstausstrahlung (D) | Regie           | Drehbuch           |
| ---------- | --------- | --------------- | ----------------------------------- | ------------------- | ------------------------------------- | --------------- | ------------------ |
| 1          | 1         | -               | Normal                              | 9. Nov. 2015        | -                                     | Rebecca Rycroft | Bede Blake         |
| 2          | 2         | -               | Weaving Bad                         | 10. Nov. 2015       | -                                     | Rebecca Rycroft | Bede Blake         |
| 3          | 3         | -               | Night of the Stench                 | 16. Nov. 2015       | -                                     | Rebecca Rycroft | Bede Blake         |
| 4          | 4         | -               | Drifty                              | 17. Nov. 2015       | -                                     | Rebecca Rycroft | Bede Blake         |
| 5          | 5         | -               | Tallulah Brinkworth Meets Her Match | 23. Nov. 2015       | -                                     | Rebecca Rycroft | Bede Blake         |
| 6          | 6         | -               | Forevermoor                         | 24. Nov. 2015       | -                                     | Jordan Hogg     | Bede Blake         |
| 7          | 7         | -               | Day of Hearts                       | 30. Nov. 2015       | -                                     | Jordan Hogg     | Julie Bower        |
| 8          | 8         | -               | The Labours of Bella                | 1. Dez. 2015        | -                                     | Jordan Hogg     | Neil Jones         |
| 9          | 9         | -               | Spellbound                          | 7. Dez. 2015        | -                                     | Jordan Hogg     | Sarah Courtauld    |
| 10         | 10        | -               | Nothing Rhymes with Cameron         | 8. Dez. 2015        | -                                     | Jordan Hogg     | Bede Blake         |
| 11         | 11        | -               | Twist of Fate                       | 15. Feb. 2016       | -                                     | Graeme Harper   | Sarah Courtauld    |
| 12         | 12        | -               | A Fuffwah too Far                   | 16. Feb. 2016       | -                                     | Graeme Harper   | Bede Blake         |
| 13         | 13        | -               | Valentina                           | 17. Feb. 2016       | -                                     | Graeme Harper   | Neil Jones         |
| 14         | 14        | -               | Operation Lights Out                | 18. Feb. 2016       | -                                     | Graeme Harper   | Sarah Courtauld    |
| 15         | 15        | -               | Being Bella                         | 22. Feb. 2016       | -                                     | Graeme Harper   | Bede Blake         |
| 16         | 16        | -               | The Science of Seb                  | 29. Feb. 2016       | -                                     | Steve Hughes    | Neil Jones         |
| 17         | 17        | -               | The Rise of Hollowfall              | 7. März 2016        | -                                     | Steve Hughes    | Tim Compton        |
| 18         | 18        | -               | New Flames                          | 14. März 2016       | -                                     | Steve Hughes    | Paul Gerstenberger |
| 19         | 19        | -               | The Egg and the Snoot               | 21. März 2016       | -                                     | Steve Hughes    | Bede Blake         |
| 20         | 20        | -               | Nevermoor                           | 28. März 2016       | -                                     | Steve Hughes    | Bede Blake         |

### Staffel 2
| Nr. (ges.) | Nr. (St.) | Deutscher Titel | Originaltitel                   | Erstausstrahlung UK | Deutschsprachige Erstausstrahlung (D) | Regie           | Drehbuch           |
| ---------- | --------- | --------------- | ------------------------------- | ------------------- | ------------------------------------- | --------------- | ------------------ |
| 21         | 1         | -               | Splintered                      | 8. Mai 2017         | -                                     | Paul Cotter     | Bede Blake         |
| 22         | 2         | -               | The Things They Say About Alice | 15. Mai 2017        | -                                     | Paul Cotter     | Neil Jones         |
| 23         | 3         | -               | No Life Crisis                  | 22. Mai 2017        | -                                     | Paul Cotter     | Tim Compton        |
| 24         | 4         | -               | Love (Really) Hurts             | 29. Mai 2017        | -                                     | Paul Cotter     | Bede Blake         |
| 25         | 5         | -               | Rags To Riches                  | 5. Juni 2017        | -                                     | Sarah Walker    | Bede Blake         |
| 26         | 6         | -               | Dogsbody                        | 12. Juni 2017       | -                                     | Sarah Walker    | Neil Jones         |
| 27         | 7         | -               | El Monsignor's Last Stand       | 19. Juni 2017       | -                                     | Sarah Walker    | Sarah Courtauld    |
| 28         | 8         | -               | The Itchies                     | 26. Juni 2017       | -                                     | Sarah Walker    | Paul Gerstenberger |
| 29         | 9         | -               | Race to Stink Island            | 3. Juli 2017        | -                                     | Patrick Harkins | Paul Gerstenberger |
| 30         | 10        | -               | Little White Big Fat Lie        | 10. Juli 2017       | -                                     | Patrick Harkins | Bede Blake         |
| 31         | 11        | -               | Showtime!                       | 17. Juli 2017       | -                                     | Patrick Harkins | Sarah Courtauld    |
| 32         | 12        | -               | Vampire Luau                    | 24. Juli 2017       | -                                     | Patrick Harkins | Bede Blake         |

## Evermoor Confidential Chronicles
Im November 2015 erschien begleitend zur ersten Staffel der Serie The Evermoor Chronicles eine Web-Kurzserie mit dem Titel Evermoor Confidential Chronicles. In den einzelnen Folgen der 20-teiligen Kurzserie, geben je eine oder zwei Hauptfiguren der Serie in einem Vlog einen kleinen Ausblick auf die nächste Folge. Dabei spielt die Kurzserie immer zwischen zwei Folgen.